# Настінниця однорічна
Настінниця однорічна (Parietaria lusitanica) — вид квіткових рослин родини кропивові (Urticaceae).

## Опис

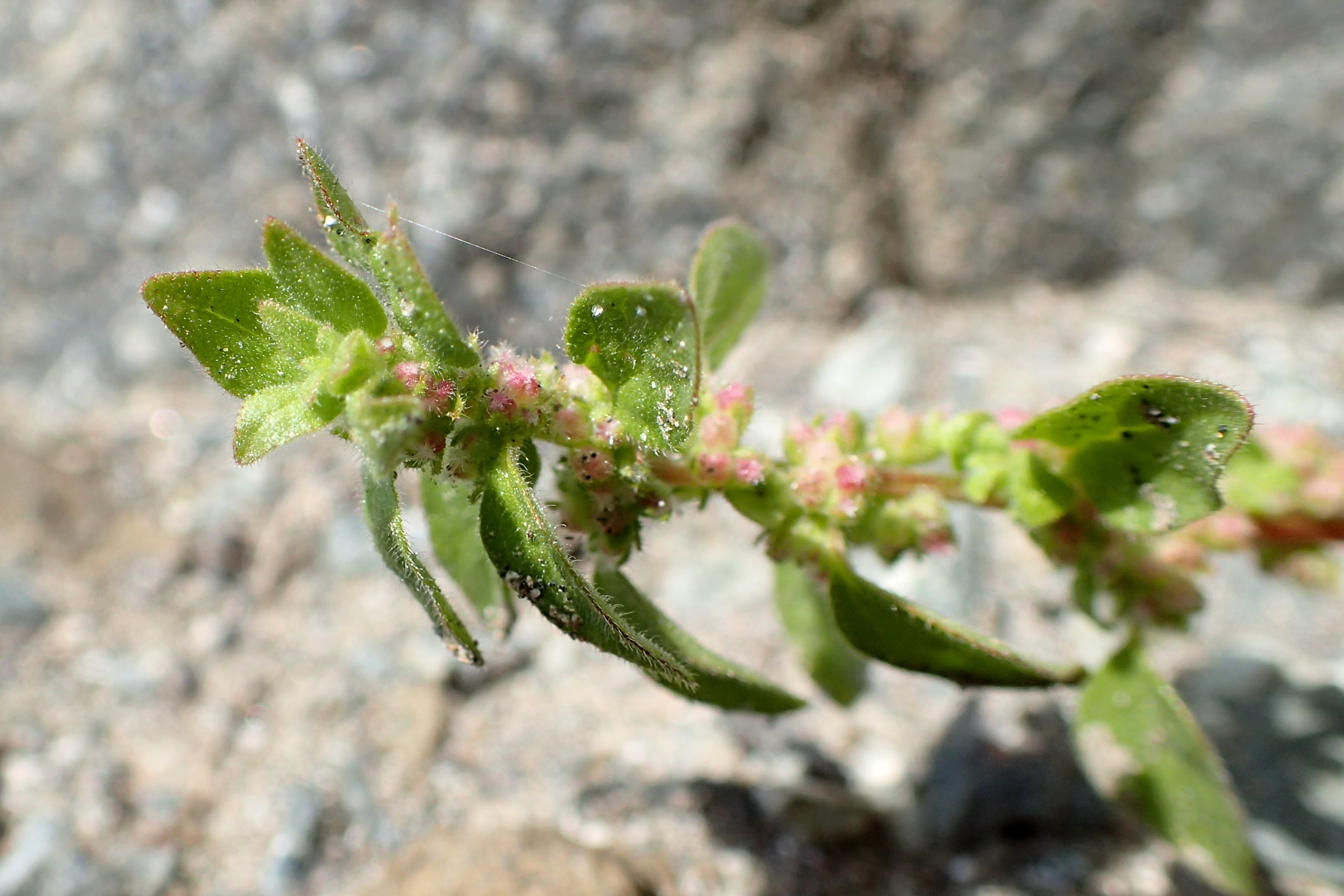

Однорічна, до 30 см заввишки трава. Стовбур стрункий, ниткоподібний, рясно розгалужений. Листки 1–3 см завдовжки, широко яйцеподібні; ніжка листка також 1–3 см завдовжки. Квіткові кластери сидячі, по 3–8-квіток. Квітки сидячі. Чашечка 4-лопатева яйцеподібна, 1.5 мм завдовжки, гострі, ворсисті, злегка або не збільшені в плодах. Сім'янки яйцеподібні, 1–1,5 мм, блискучі, гладкі, коричневого чи оливкового забарвлення.

## Поширення, екологія
Японія, Сибір, Китай, Монголія, Австралія, Нова Зеландія, Південна Азія, Гімалаї, на захід у Європу через Росію.

## Систематика
Вид ділиться на наступні підвиди:
- P. l. chersonensis
- P. l. lusitanica
- P. l. serbica